# Gojna Gora
Gojna Gora (izvirno srbsko Гојна Гора) je naselje v Srbiji, ki upravno spada pod Občino Gornji Milanovac; slednja pa je del Moraviškega upravnega okraja.

## Demografija
V naselju živi 626 polnoletnih prebivalcev, pri čemer je njihova povprečna starost 47,2 let (46,4 pri moških in 47,9 pri ženskah). Naselje ima 244 gospodinjstev, pri čemer je povprečno število članov na gospodinjstvo 3,01.
To naselje je, glede na rezultate popisa iz leta 2002, večinoma srbsko.
|  |

| Demografija | Demografija     | Demografija     |
| Leto        | Št. prebivalcev | Št. prebivalcev |
| ----------- | --------------- | --------------- |
|             |                 |                 |
|             |                 |                 |
|             |                 |                 |
|             |                 |                 |
| 1948        | 1354            |                 |
| 1953        | 1383            |                 |
| 1961        | 1354            |                 |
| 1971        | 1243            |                 |
| 1981        | 1084            |                 |
| 1991        | 900             | 890             |
| 2002        | 744             | 735             |
|             |                 |                 |

| Etnična sestava po popisu iz leta 2002 | Etnična sestava po popisu iz leta 2002 | Etnična sestava po popisu iz leta 2002 | Etnična sestava po popisu iz leta 2002 | Etnična sestava po popisu iz leta 2002 |
| -------------------------------------- | -------------------------------------- | -------------------------------------- | -------------------------------------- | -------------------------------------- |
| Srbi                                   | Srbi                                   |                                        | 733                                    | 99,72%                                 |
| Neznano                                | Neznano                                |                                        | 2                                      | 0,27%                                  |